# أحمد المصطفى الحاج
أحمد المصطفى الحاج (27 يونيو 1951 - 21 نوفمبر 2020) هو شاعر وقاصّ وصحافي وروائي سوداني. يعتبر أحد أبرز كتاب القصة القصيرة في السودان.

## مسيرته
وُلد في 27 يونيو 1951 بحي ود أرو بأم درمان، بعد دراسته الابتدائية والوسطى والثانوية، التحق بمعهد البريد والبرق ولم يكمله، بعد ذلك عمل بالتدريس ثم هجره للعمل بالبريد، الذي هجره هو الآخر، فعمل نقَّاشاً وبنَّاء ثم عمل صحافياً بعد انتفاضة أبريل حتى 30 يونيو 1989، ومن ثم هاجر إلى ليبيا التي عاد منها إلى السودان، حيث عمل بعدة صحف سودانية مدققا لغويا، كما كان يُحرر ملفاً لصحيفة الخرطوم، حمل عنوان «فارغة ومليانة». أحمد مصطفى الحاج” شاعر وقاص ودرامي وصحافي ومعد برامج مرئية ومسموعة وروائي سوداني، ويعد أحد أبرز كتاب القصة القصيرة في السودان والجزء الجنوبي من الوطن العربي، وأحد ممثلي جيل السبعينيات في الكتابة، كتب كذلك قصصا قصيرة للأطفال، وفازت روايته (كنداكيس) بجائزة الطيب صالح للإبداع الكتابي العام 2014، والتي يقدمها مركز عبد الكريم ميرغني الثقافي.وفي إحدى المقابلات قال أحمد مصطفى الحاج أنه يذكر وهو طفل يبلغ من العمر - ست سنوات-انه كان مرافقا لجدته في إحدى السفريات إلى مدينة شندي، وكان السفر في ذلك الوقت من خلال وسيلة مواصلات تسمي باللواري، ويتذكر أن شجاراً وقع بين جدته ومساعد اللوري الذي توعدها بقوله: “والله لو جا جني أنزلك إنتي وعفشك” فما كان من بت عجيل إلا ردت له بحزم:”إنت يجي جنك نحن جننا معانا”، وأذكر أن المساعد وقف مبهوتا لا يحرك ساكناً كأنه جذع نخلة منقعر.
ظلت تشكل في “جواي” - أي هذه الحادثة - حتى صارت عملاً روائياً سوياً.. ولا أخفي عليك فأنا أمارس الكتابة بأسلوب الدفقة الواحدة وهذه الرواية على الرغم من طولها أي أنه لا يقوم من عمله حتى ينهيه، وعلى الرغم من صعوبة هذا الأسلوب وهو كتابة عمل في مرحلة واحدة، إلا أن الحاج كان لا يستطيع إلا العمل من خلال هذا الأسلوب.

## أعماله
ألّف رواية «كنداكيس ستنا بت عجيل» سنة 2013، ويجمع اسم الرواية «كنداكيس» بين اسم بلقيس، ملكة سبأ، وكنداكة، لقب ملكات النوبة.
تنزع الرواية إلى تمثل التاريخ السوداني القديم، واشتباك الماضي مع الحاضر بأسطرة التاريخ ومحاولة تدوين سيرورته الشفاهية، باسترجاع قصة الملكة بلقيس وهدهد سليمان، واستلهام الأساطير الشعبية السودانية بكل فانتازياها وواقعيتها السحرية، وتحويل سبأ إلى سوبا القديمة، حيث اكتمل التحالف بين الفونج والعبدلاب وبداية تشكل حضارة سنار وسط السودان. كذلك ألف قصص قصيرة وأخرى طويلة نذكر منها ما ذكره في بداية إحدى قصصه:«جميلة مثل صباح خريفي غائم مشبع برائحة تراب الرقيطا البليل، المختلط بروائح روث البهائم، ورائحة اللبن المقنَّن المندلق لتوه على النار، بخور التيمان وقليَة البُنِّ المعبق بالجنزبيل، شلوخها المطارق وشفتاها الموشومتان الكبد إبلية، ولونها الخمري، لون الدليب والدوم النيء، لون الحليب الممزوج بالقهوة والكاكاو، شعرها المصفف بصورة محببة وحميمة، مسيرتاها تندلقان مثل نهري النيل أبيضه وأزرقه، تتموجان وتداعبان حلمتي نهديها من الأمام، من الخلف، ضفِّر شعرها بسلة وجورسيه، مزيناً بحريرة وودعتين وسكسك قزحي، دخان وكركار وودك، ومن شعرها الخلفي خرجت الزَّفة تطوف أرجاء المدينة، خرج الطبل، الطار، الدف، النحاس، دلوكة وشتمان».
هكذا يبدأ القاص أحمد المصطفى الحاج قصته (الكترابة)

## جوائز
فازت روايته «كنداكيس ستنا بت عجيل» بجائزة الطيب صالح للإبداع الروائي 2014، والتي يقدمها مركز عبد الكريم ميرغني الثقافي.

## وفاته
توفى أحمد المصطفى الحاج في 21 نوفمبر 2020، بعد صراع طويل مع المرض.